# Nossa Senhora do Livramento (Santa Rita)
```

```

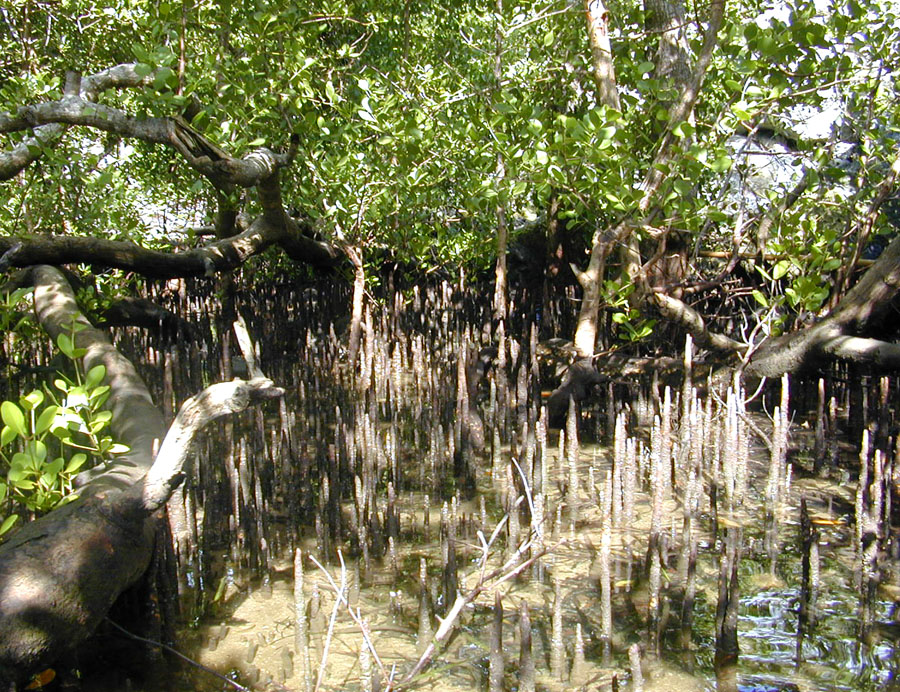
O manguezal é uma vegetação típica do distrito de Livramento

Nossa Senhora do Livramento (usualmente apenas Livramento) é um distrito rural do município de Santa Rita, no estado brasileiro da Paraíba. É composto pelos povoados de Livramento (sede), Ilha Tiriri, Ilha Stuart, Galé, Portinho e Utinga, os quais têm uma população total é de 2.554.
Em 2005, as comunidades contavam juntas com três escolas, uma creche, seis igrejas, um posto de saúde do Programa de Saúde da Família, seis mercadinhos e seis orelhões públicos.

## História
Até o início da década de 1930, a região do distrito era essencialmente rural, visto que até 1933 o município de Santa Rita era administrativamente constituído apenas da sede.
Já nas divisões territoriais datadas de 31 de dezembro de 1936 e 1937, o distrito aparece como uma das três subdivisões santa-ritenses, então formadas pela sede (Santa Rita), e pelos distritos de Livramento e Lucena. Dois anos depois, pelo decreto-lei estadual nº 1.164, de 15 de novembro de 1938, o distrito de Livramento passa a denominar-se «Tabajara». Entretantoo, cinco anos depois, pelo decreto-lei nº 520, de 31 de dezembro de 1943, o distrito de Tabajara passa por nova denominação: «Gargaú» (em virtude da engenho homônimo das proximidades).
Finalmente, pela lei estadual nº 169, de 5 de novembro de 1948, toda a área do então distrito volta a denominar-se definitivamente Nossa Senhora do Livramento, permanecendo até os dias atuais.
Em 1969 o cineasta Ipojuca Pontes vai a Livramento para filmar o documentário Os homens do caranguejo, o qual denunciava as condições de vida daqueles que viviam do dito «ciclo do caranguejo».

## Geografia
O clima é tropica quente e úmido, com chuvas abundantes durante o inverno. O distrito produz cana-de-açúcar, coco, abacaxi, mandioca, frutas e pescado, produção escoada principalmente para Santa Rita e João Pessoa.